# Aulexis brevipilosa
Aulexis brevipilosa – gatunek chrząszcza z rodziny stonkowatych, podrodziny Eumolpinae i plemienia Adoxini.
Gatunek tan opisany został w 2002 roku przez Lwa N. Miedwiediewa.
Chrząszcz o przysadzistym ciele długości 4,6 mm u samców i od 6,2 do 6,5 mm u samic, ubarwiony rudożółtawo z jasnym owłosieniem i czarnymi goleniami oraz stopami. Głowa o cienkich, sięgających środka pokryw czułkach i kwadratowym, na przedzie dwuzębnym, a po bokach opatrzonym listewkami nadustku. Błyszczące przedplecze jest delikatnie punktowane i ma skośne wgłębienia przed kątami tylnymi. Na każdym z bocznych brzegów przedplecza obecne trzy oddzielone przerwami ząbki. Owłosienie na matowych, rozszerzonych ku tyłowi pokrywach gęste, na przedpleczu skierowane dośrodkowo i częściowo ku tyłowi. Samiec odznacza się nieco asymetrycznym edeagusem.
Owad znany tylko z filipińskiej wyspy Mindanao, z prowincji South Cotabato.